# Lulu’s Back in Town
Lulu’s Back in Town ist ein Popsong, der von Al Dubin (Text) und Harry Warren (Musik) geschrieben und 1935 veröffentlicht wurde. Er gilt auch als Jazzstandard.

## Entstehungsgeschichte
Der Song Lulu’s Back in Town fand 1935 Verwendung in dem Musikfilm Broadway Gondolier, wo ihn Dick Powell und die Mills Brothers sangen, sowie als Titelmelodie des Warner-Brothers-Kurztrickfilms Buddy the Gee Man.

## Kennzeichen des Songs
Die von Harry Warren geschriebene Riff-basierte Melodie nimmt am Beginn des Verse Anleihen bei dem zehn Jahre zuvor erschienenen Song Sweet Georgia Brown.
Ähnlich wie andere Dubin-Warren-Songs wie etwa About a Quarter to Nine (1935) gilt Lulu’s Back in Town als „lebhaft und energiegeladen“ (active and energetic):

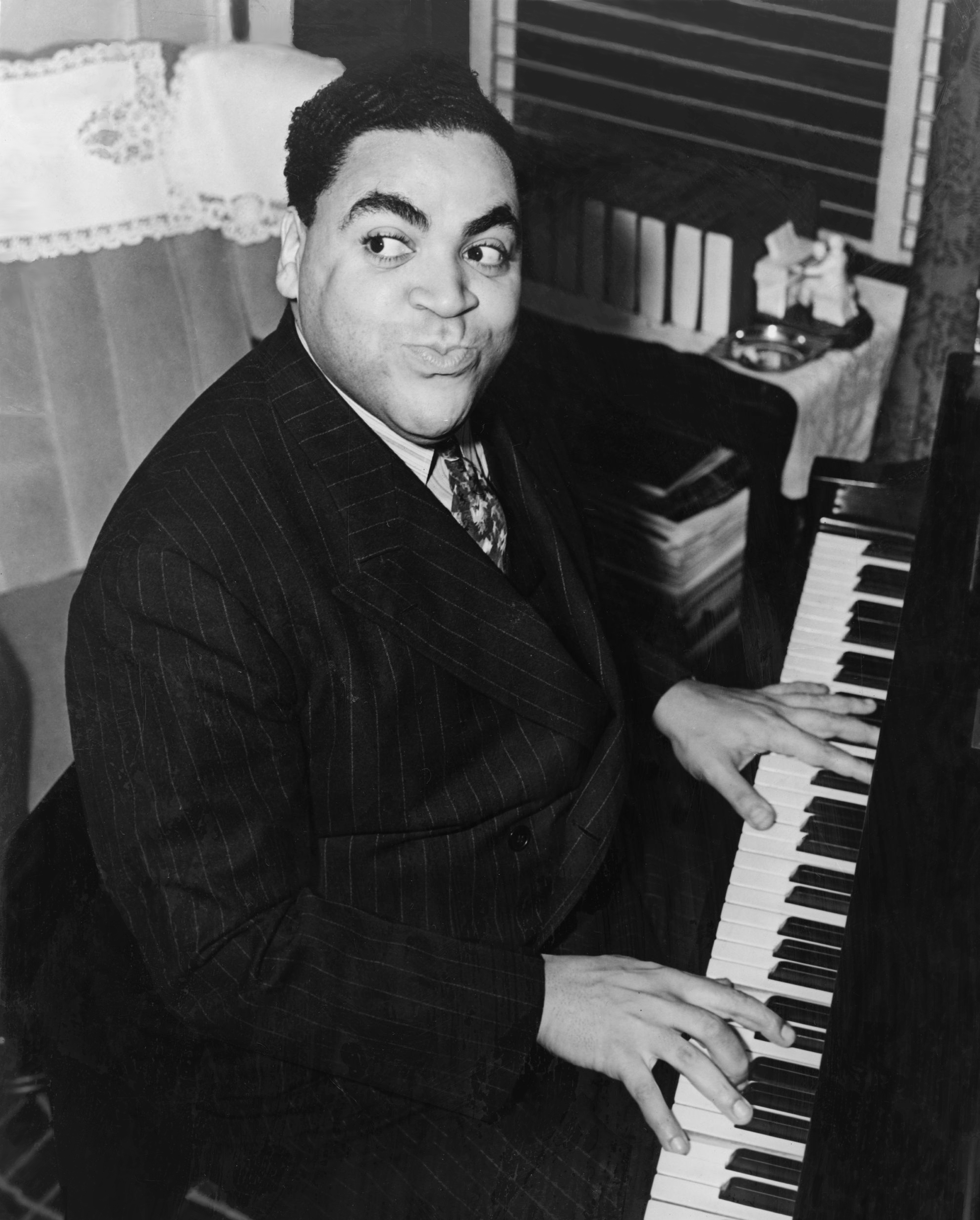
Fats Waller 1938

Gotta get my old tuxedo pressed,
Gotta sew a button on my vest,
’Cause tonight I’ve gotta look my best,
Lulu’s back in town.
Lulu’s Back in Town enthält die Zeile
You can tell all my pets, all my Harlem coquettes,
Mister Otis regrets, that he won't be aroun’
was als eine Hommage an den makaberen Cole-Porter-Song Miss Otis Regrets von 1934 verstanden werden kann.

## Rezeptionsgeschichte
Der Song Lulu’s Back in Town wurde in den Vereinigten Staaten vor allem durch die Version von Fats Waller populär (Victor 25063), die der Pianist am 8. Mai 1935 für Victor Records aufnahm und auf Position 8 der US-Charts kam. Der von Dick Powell am 21. Juni 1935 aufgenommene Song erschien bei Brunswick Records unter dem Filmtitel Lonely Gondolier (Brunswick 7468); ebenfalls bei Brunswick wurde der Song in der Version der Mills Brothers (Brunswick 9892) veröffentlicht. 1935 wurde der Song auch von Wingy Manone, Chick Bullock, Bob Howard/Teddy Hill, Bert Ambrose, Ted Fiorito und Art Tatum eingespielt.
Ab den 1940er-Jahren entstanden von Lulu’s Back in Town im Jazz und Swing zahlreiche Coverversionen, wodurch der Song zu einem beliebten Jazzstandard wurde; der Diskograf Tom Lord listet 223 Versionen des Songs. Ihn nahmen u. a. Frank Sinatra (1945), Leon Redbone, Bobby Troup, The Four Freshmen und The Hi-Lo’s auf, außerdem entstanden Instrumentalversionen u. a. von Ruby Braff, Dave Brubeck, Les Brown, der Dutch Swing College Band, Don Ewell, Erroll Garner, Benny Goodman, Jim Hall, Earl Hines, Johnny Mercer, Jimmy Rowles, Pete Rugolo, Pee Wee Russell, George Shearing, Jimmy Smith und Ralph Sutton. Der Pianist Thelonious Monk spielte Lulu’s Back in Town mehrmals ein, als Solist und zuletzt auf seinen Europatourneen 1966/67 in Quartettbesetzung. Mel Tormé war 1956 mit Marty Paich und den re-formierten Mel-Tones erfolgreich mit dem Song. 1981 spielten ihn Marian McPartland und Dick Wellstood im Duo in der NPR-Sendung Radio Jazz; in späteren Jahren folgten Neuinterpretationen des Standards durch die Pianisten Dave McKenna (1992), Jessica Williams (2003) und Aki Takase (mit Rudi Mahall, 2008).
Der Song wurde auch in frühen Folgen der Serie Sesamstraße von der Figur Tony gesungen (Lulu ist wieder da).  Verwendung als Filmmusik fand der Song u. a. auch in der Filmkomödie Abgedreht (2008).
Lulu’s Back in Town war auch der Titel einer nach der britischen Sängerin Lulu benannten Musik-Show der BBC.